# Temple Xuanmiao
Le temple Xuanmiao (en mandarin simplifié : 玄妙观; en Pinyin : Xuánmiào Guàn) est un temple taoïste à Suzhou dans la province de Jiangsu en République populaire de Chine. Il est fondé en 276, mais détruit et reconstruit au XIIe.